# Стар Сити (Западна Вирџинија)
Стар Сити (енгл. Star City) град је у америчкој савезној држави Западна Вирџинија.

## Демографија
По попису из 2010. године број становника је 1.825, што је 459 (33,6%) становника више него 2000. године.
| Група             | 2000.         | 2010.         |
| Белци             | 1.277 (93,5%) | 1.573 (86,2%) |
| Афроамериканци    | 36 (2,6%)     | 80 (4,4%)     |
| Азијати           | 32 (2,3%)     | 74 (4,1%)     |
| Хиспаноамериканци | 2 (0,1%)      | 53 (2,9%)     |
| Укупно            | 1.366         | 1.825         |